# كريستيان كانان
كريستيان كانان (بالإسبانية: Cristian Canan)‏ هو لاعب كرة قدم أرجنتيني في مركز الوسط، ولد في 3 نوفمبر 1995 في الأرجنتين. لعب مع نادي ألميرانته براون.

## وصلات خارجية
- كريستيان كانان على موقع قاعدة بيانات كرة القدم.إي يو (الإنجليزية)
- كريستيان كانان على موقع Soccerway.com (الإنجليزية)